# 加藤作子
加藤作子（日语：／ Kato Sakuko，1955年8月22日—），日本女子游泳运动员。她曾代表日本参加2000年和2004年夏季残疾人奥林匹克运动会游泳比赛，其中2000年夏季残奥会获得一枚金牌。